# Lichtensteinia
- Commons
- Wikispecies

Lichtensteinia é um género botânico pertencente à família Apiaceae.
No sistema de classificação filogenética Angiosperm Phylogeny Website, este género é sinónimo de Tapinanthus.
1. ↑  «Lichtensteinia — World Flora Online». www.worldfloraonline.org. Consultado em 19 de agosto de 2020